# Xbox (herní konzole)

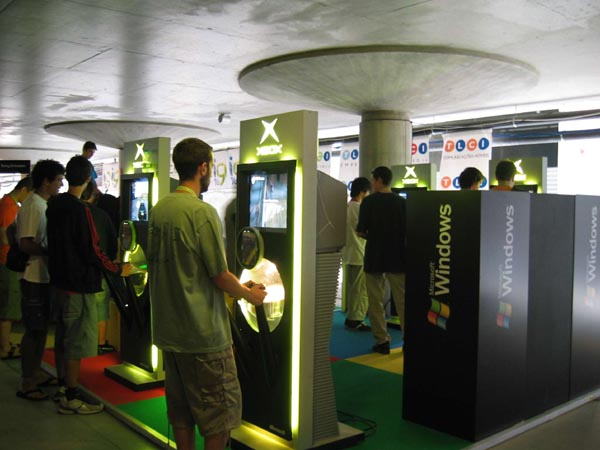
Xbox na Minho Campus Party 2004

Xbox je herní konzole od společnosti Microsoft.
Vyznačuje se hardwarovou a softwarovou rozšiřitelností (například je možné si do konzole přidat vlastní pevný disk, využívat klávesnici, myš a podobně). Xbox využívá upravený procesor Intel Celeron o frekvenci 733 MHz a grafickou kartu GeForce od společnosti NVIDIA. Ke čtení médií používá DVD mechaniku různých značek. Na trhu se objevilo několik verzí (1.0-1.6b). K produktu je možno dokoupit DVD-kit a speciální set pro výstup zvuku v digitální kvalitě.
Na podobných herních zařízeních pracují také jiné společnosti, jako je např. Sony či Nintendo.